# Tenango del Valle
Tenango del Valle è un comune del Messico, situato nello stato di Messico.